# Непутёвые заметки
«Непутёвые заметки» — телепрограмма о путешествиях, в которой её автор и ведущий, Дмитрий Крылов, рассказывает о своих впечатлениях от разных стран, в которых он побывал вместе со съёмочной командой. Программа выходит на «Первом канале» с 1996 года. В момент появления это была первая после «Клуба путешественников» телепередача подобного формата. Совместное производство телекомпании «ВИD» и ООО «Путевые советы», собственного турагентства Дмитрия Крылова.
Выходит в эфир по воскресеньям утром: с 7 апреля 1996 по 1 октября 2017 года — в 10:10/10:15/10:20, с 8 октября 2017 года — в 9:10/9:20/9:40/9:45.

## Начало показов
Первый фильм из четырёх серий был снят осенью 1991 года и назывался «Непутёвые заметки, или из Лондона с любовью». Премьера состоялась 14 января 1992 года на 1-м канале Останкино. Старт съёмок цикла Дмитрий Крылов и считает фактическим началом истории программы.
Далее в течение пяти лет фильмы с подзаголовком «Непутёвые заметки» выходили по мере появления нового материала. За циклом о Лондоне последовали передачи о Западном Берлине, Стамбуле, Афинах, Мальте, Венеции, Барселоне, Риме, Неаполе, Генуе, Ницце, Сицилии. После средиземноморских передач вышел цикл об Америке — было выпущено двенадцать серий под общим названием «Путешествие с Соней в поисках Америки», в которых съёмочная группа программы побывала во Флориде, Нью-Йорке и Бостоне.

## Ход программы
В течение программы ведущий рассказывает зрителям о той или иной стране — с обязательным упоминанием местных достопримечательностей, древних легенд и сказаний. Кроме того, каждая программа также включает в себя панорамные съёмки и виды, а также демонстрацию кулинарных изысков.
Помимо этого, отдельные выпуски содержат и информацию для туристов — об особенностях местного законодательства, ценах или же поведения жителей. Программу также отличала от других ироничная подача материала.
За всё время существования программы её съёмочная группа успела объездить весь мир, а в 2002 году она достигла и Северного полюса.
По утверждению Крылова, он не только является ведущим своей программы, но и самостоятельно пишет к ней сценарии, подбирает музыку, снимает и монтирует выпуски, а «в те страны, которые ему неинтересны, он не ездит». До октября 2005 года передача завершалась демонстрацией титров с указанием всей съёмочной группы.

## «Детский» взгляд
В фильм о Дании вошёл не только «взрослый» взгляд Дмитрия Крылова, но и впечатления шестилетнего Мити, сына автора. Как утверждает «Первый канал», эта передача привлекла особое внимание зрителей. Впоследствии подобный ход Крылов использовал ещё несколько раз — в сериях про Грецию, Карибские острова и Дисней-Уорлд в Орландо.

## Музыкальное оформление
С 1996 по 2001 год в заставках телепередачи звучала песня «You Never Can Tell» в исполнении Чака Берри.

## Пародии
Передача была спародирована в программе «Большая разница».